# Atari TT030
O Atari TT030 (ou simplesmente TT) foi um computador da família Atari ST lançado em 1990. O computador não foi um sucesso comercial, pois o seu custo era maior do que o preço comum da família de computadores ST. Mesmo assim, ele foi considerado um computador bem poderoso para 1990. Seu nome é uma sigla de Thirty Two (trinta e dois bits).
O TT inicialmente viria com um processador Motorola 68020, entretanto, a Atari descobriu que o Motorola 68020 não era a melhor escolha para um computador mais sofisticado, e por isso, decidiu que iriam colocar um processador de 32 bits. Durante o desenvolvimento, descobriram que o Motorola 68030 era superior, então estabeleceram esse processador.
Em 1992, o TT foi substituído pelo Atari Falcon, que foi o último computador da empresa.

## Detalhes

### Gráficos
O TT suporta todos os modos de gráfico do ST (resolução baixa, 320x200, 16-cores; resolução média, 640x200, 4-cores; e resolução alta, 640x400 2-cores), enquanto conseguia utilizar duas cores quaisquer. O computador também adicionava três novos modos gráficos:
- TT Low
  - 320x480
  - 256 cores
- TT Medium
  - 640x480
  - 16 cores
- TT High
  - 1280x960
  - Preto e branco
  - Apenas em monitores especiais.

Todos os modos de cor desse computador utilizam uma paleta de 4.096 cores possíveis, como pode ser visto no STe. Por causa dos novos modos, os requisitos de memória RAM de vídeo foram aumentados de 32.000 para 150.000. Novas chamadas XBIOS foram implementadas para dar acesso às tabelas de cores maiores do TT, enquanto a compatibilidade com as normas ST para os modos de vídeo ST foi conservada. 

### E/S e rede
O TT030 pode suportar até quatro portas seriais. A porta 1 é compatível com o ST, obtida do chip 68901 Multi-Function Peripheral. Esse chip também é capaz de suportar a porta 2. As duas portas restantes são extraídas do   8530 Serial Communications Controller do TT. A BIOS foi aprimorada para oferecer suporte para todas as portas, incluindo o controle de fluxo.
O computador vem com um conector LocalTalk instalado, um protocolo LAN feito para compartilhar periféricos e arquivos em redes pequenas. A interface de rede de alta velocidade é proporcionada por meio de duas rotas. O slot de barramento VME padrão do setor do TT oferece espaço para uma placa Ethernet baseada em VME; e unidades Ethernet com interface SCSI podem ser adicionadas por meio da porta SCSI externa do TT ou do conector de cabo de fita SCSI interno.

### Software
O sistema operacional nativo do TT é o TOS/GEM. O TT030 é capaz de executar Unix.

## Galeria

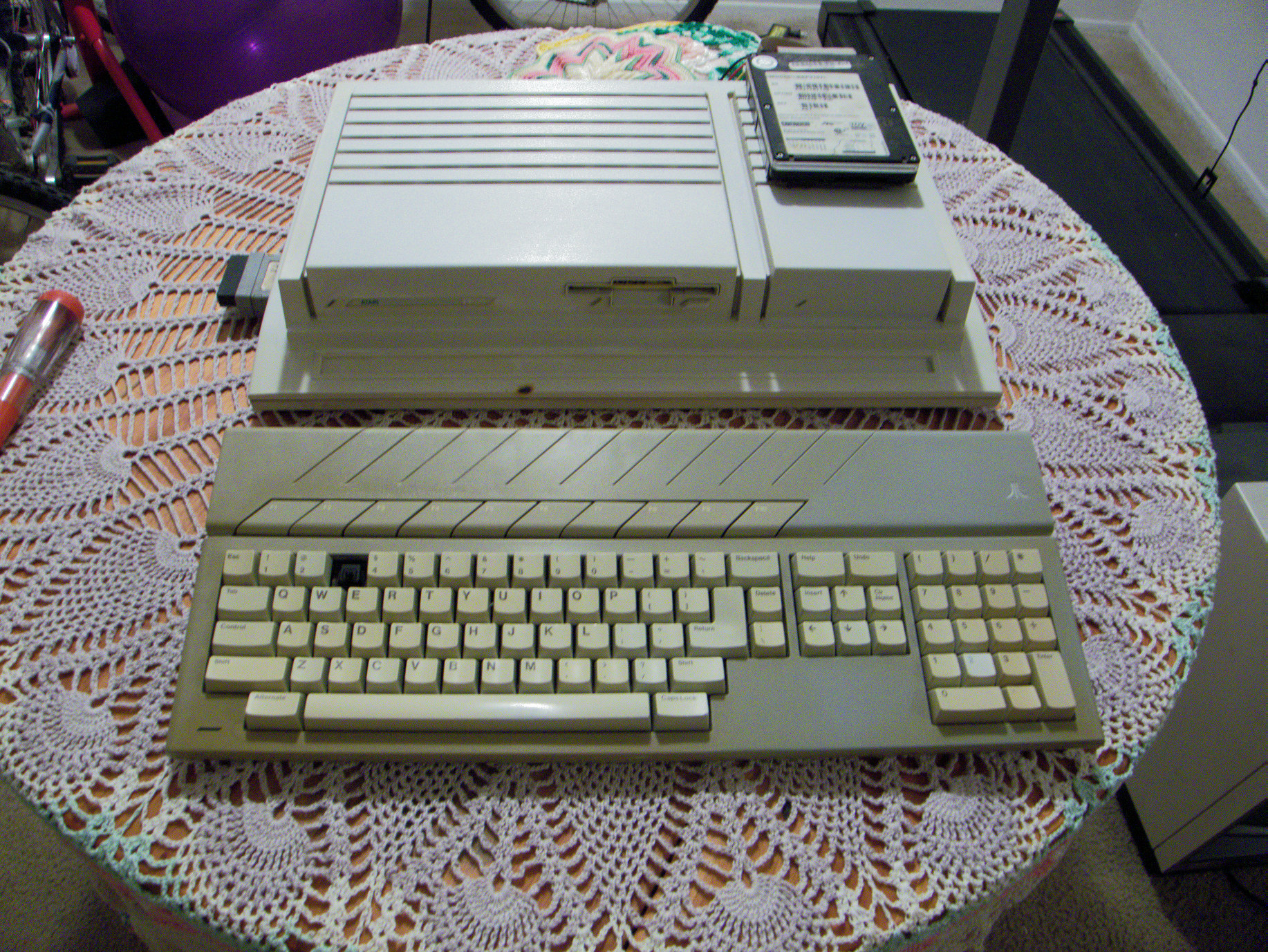
Atari TT (sem o monitor)
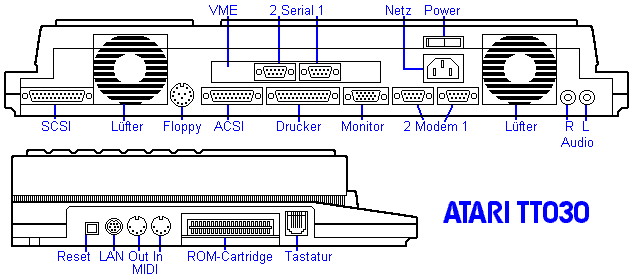
Diagrama de conexão do Atari TT